# Aschbach-Markt
Aschbach-Markt là một thị trấn ở huyện Amstetten trong bang Niederösterreich ở nước Áo. Đô thị này có diện tích 37,21 km², dân số năm 2001 là 3637 người.